# Territorial Preferente de Vizcaya
La categoría Territorial Preferente es la séptima en Vizcaya, en el País Vasco.

## Sistema de Liga Territorial Preferente
Consiste en un grupo de 18 equipos.
Los 3 primeros ascienden directamente a División de Honor de Vizcaya. 
Descienden los tres últimos; cuatro en caso de arrastres (descensos acarreados por descensos de Segunda B y Tercera).

## Equipos de la temporada 2021/22
- Abadiño K.E.
- Apurtuarte C.
- C.D. Arratia
- Astrabuduako F.T.
- C.D. Basconia "B"
- Zalla U.C.
- S.D. Erandio C. "B"
- C.D. Galea
- C.D. Gallarta
- C.D. Gordexola
- Lequeitio C.F.
- C.D. Loiu
- S.D. Moraza
- S.D. Iturrigorri
- S.D. Retuerto S.
- C.F. Trapagaran
- S.D. Ugeraga
- C.D. Zaldua
- Ermua C.D
- C. Atlético Aranguren

## Clasificación
Territorial Preferente

## Otras Divisiones
| 1.ª  | Primera división de España              |
| 2.ª  | Segunda división de España              |
| 3.ª  | Primera Federación                      |
| 4.ª  | Segunda Federación                      |
| 5.ª  | Tercera Federación                      |
| 6.ª  | División de Honor de Vizcaya            |
| 7.ª  | Territorial Preferente de Vizcaya       |
| 8.ª  | Territorial Primera división de Vizcaya |
| 9.ª  | Territorial Segunda División de Vizcaya |
| 10.ª | Territorial Tercera División de Vizcaya |

- Datos: Q6143286